# Сегузіно
Сегузіно, Сеґузіно (італ. Segusino, вен. Seguxin) — муніципалітет в Італії, у регіоні Венето, провінція Тревізо.
Сегузіно розташоване на відстані близько 450 км на північ від Рима, 65 км на північний захід від Венеції, 37 км на північний захід від Тревізо.
Населення — 1901 особа (2014).
Щорічний фестиваль відбувається 13 грудня. Покровитель — Santa Lucia.

## Демографія
Населення за роками:

Станом на 1 січня 2023 року в муніципалітеті офіційно проживало 147 іноземців з 18 країн, серед них 17 громадян країн Євросоюзу та 9 громадян України.

## Сусідні муніципалітети
- Алано-ді-П'яве
- Куеро-Вас
- Вальдобб'ядене